# Mailāni
Mailāni är en ort i Indien.   Den ligger i distriktet Kheri och delstaten Uttar Pradesh, i den norra delen av landet, 300 km öster om huvudstaden New Delhi. Mailāni ligger 169 meter över havet och antalet invånare är 14 212.
Terrängen runt Mailāni är mycket platt. Runt Mailāni är det tätbefolkat, med 383 invånare per kvadratkilometer. Närmaste större samhälle är Khūtār, 12,1 km sydväst om Mailāni. Trakten runt Mailāni består till största delen av jordbruksmark.